# Mealhada, Ventosa do Bairro e Antes
Mealhada, Ventosa do Bairro e Antes (oficialmente: União das Freguesias de Mealhada, Ventosa do Bairro e Antes) é uma freguesia portuguesa do município de Mealhada, com 21,4 km² de área e 6373 habitantes (censo de 2021). A sua densidade populacional é 297,8 hab./km².

## História
Foi criada aquando da reorganização administrativa de 2012/2013,  resultando da agregação das antigas freguesias de  Mealhada, Ventosa do Bairro e Antes.

## Demografia
A população registada nos censos foi:
| Distribuição da População por Grupos Etários | Distribuição da População por Grupos Etários | Distribuição da População por Grupos Etários | Distribuição da População por Grupos Etários | Distribuição da População por Grupos Etários | Distribuição da População por Grupos Etários |
| -------------------------------------------- | -------------------------------------------- | -------------------------------------------- | -------------------------------------------- | -------------------------------------------- | -------------------------------------------- |
| Antes da agregação                           |                                              |                                              |                                              |                                              |                                              |
| Ano                                          | 0-14 anos                                    | 15-24 anos                                   | 25-64 anos                                   | >= 65 anos                                   | Total                                        |
| 2001                                         | 986                                          | 838                                          | 3301                                         | 1133                                         | 6258                                         |
| 2011                                         | 950                                          | 661                                          | 3565                                         | 1281                                         | 6457                                         |
| Após a agregação                             |                                              |                                              |                                              |                                              |                                              |
| Ano                                          | 0-14 anos                                    | 15-24 anos                                   | 25-64 anos                                   | >= 65 anos                                   | Total                                        |
| 2021                                         | 808                                          | 662                                          | 3397                                         | 1506                                         | 6373                                         |